# Nguyễn Huy Hựu
Nguyễn Huy Hựu (1783-?) là Hoàng giáp của triều Nguyễn. Ông có quê là xã Xuân Niễu, huyện Tứ Kỳ, phủ Ninh Giang, trấn Hải Dương, nay thuộc huyện Tứ Kỳ, tình Hải Dương. Năm sau, ông đỗ hoàng giáp. Ông đỗ Hoàng giáp vào năm Ất Dậu 1825, niên hiệu Minh Mạng thứ 6. Ông làm quan Đốc học.